# ناويا ماتسوموتو
ناويا ماتسوموتو (باليابانية: 松本 直也) (مواليد 30 سبتمبر 1997) هو لاعب كرة قدم ياباني.

## وصلات خارجية
- ناويا ماتسوموتو على موقع رابطة كرة القدم اليابانية للمحترفين (اليابانية)
- ناويا ماتسوموتو على موقع Soccerway.com (الإنجليزية)